# Selena Millares
Selena Millares (Las Palmas de Gran Canària, 1963) és una escriptora i filòloga espanyola.
Va néixer a Las Palmas de Gran Canària, i es va doctorar en Literatura a la Universitat Complutense de Madrid. Les seves tasques l'han portat a residir a Minneapolis, París, Berlín, Santiago de Xile i l'Alguer. Des de 1996 és professora a la Universitat Autònoma de Madrid. És autora d'obres d'assaig i de creació (poesia, narrativa, pintura), que proposen un diàleg interdisciplinari i un retorn a l'humanisme originari, amb la seva concepció integral de l'art i el pensament.

## Premis
- 2013, Premi Internacional de Poesia Ciutat de Sassari, Itàlia.
- 2014, Premi Internacional de Literatura Antonio Machado, Cotlliure, França.[2]

## Creació
- Páginas de arena (poesia), 2003
- Isla del silencio (poesia), 2004
- Cuadernos de Sassari (poesia), 2013
- Sueños del goliardo. Poemas pintados, 2013
- Isla y sueño (catàleg de pintura), 2014
- El faro y la noche (novela), 2015

## Assaig
- La maldición de Scheherazade, 1997
- Rondas a las letras de Hispanoamérica, 1999
- Neruda: el fuego y la fragua, 2008
- La revolución secreta, 2010
- De Vallejo a Gelman, 2011
- Prosas hispánicas de vanguardia, 2013